# Centrum (multivitamínico)
Centrum é uma marca de suplemento alimentar multivitamínico produzido pela GlaxoSmithKline, originalmente Pfizer (anteriormente Wyeth). No Brasil, as versões Centrum Homem e Centrum Mulher começaram a ser fabricados pela Vidora Farmacêutica no ano de 2021.[carece de fontes?]

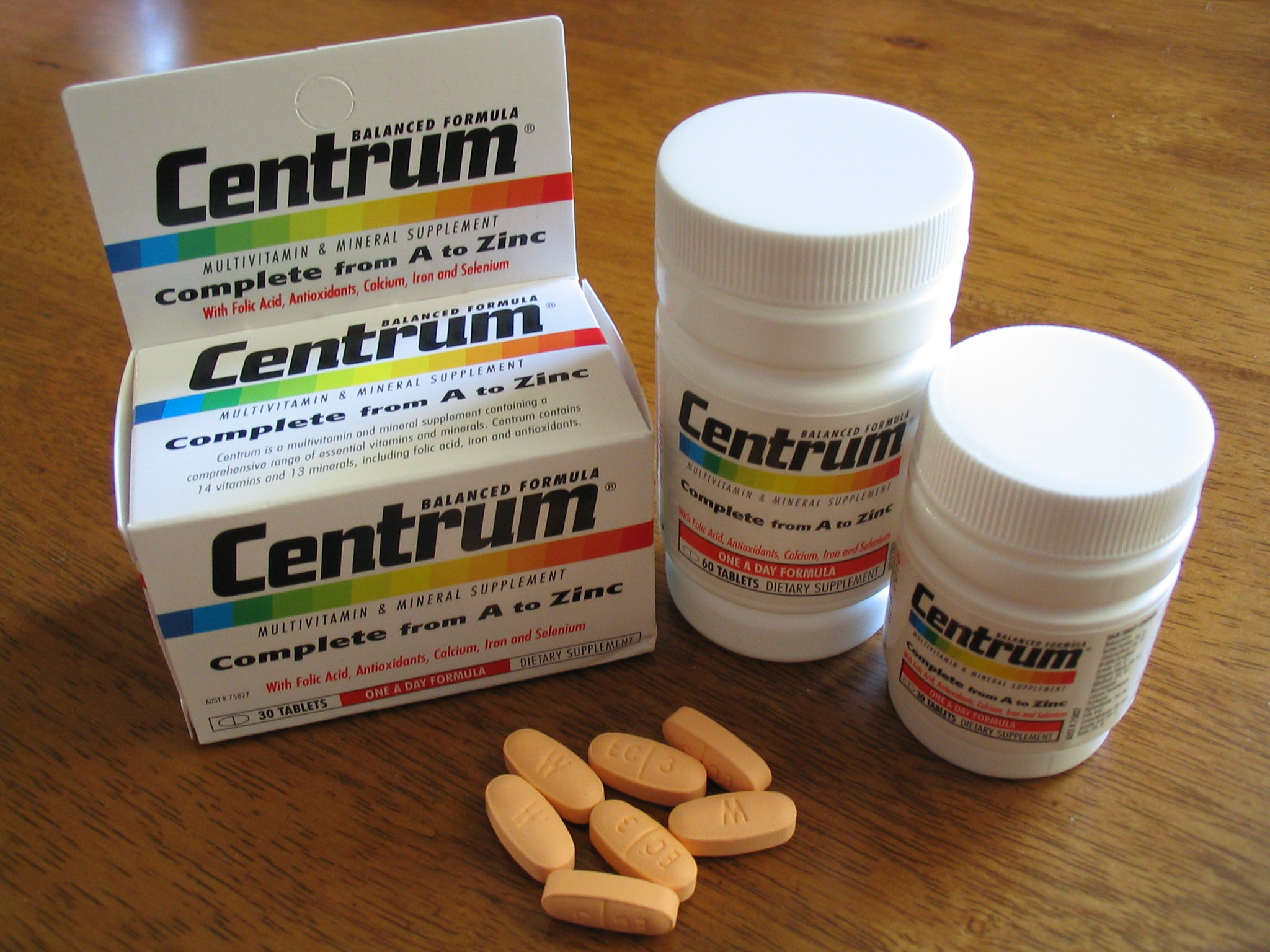
Multivitaminas Centrum em embalagem Australasian

## Estudo de saúde dos médicos II
Em 2012, o Physicians 'Health Study II (PHS-II) descobriu que os participantes que tomaram um multivitamínico da marca Centrum por dia por uma média de 11 anos não tiveram nenhuma mudança na mortalidade por câncer ou doença cardiovascular em comparação com o grupo de placebo. Os autores encontraram uma ligeira redução na incidência de câncer, contudo essa conclusão tenha sido questionada no Journal of the American Medical Association .
Em 17 de outubro de 2012, os pesquisadores relataram um estudo duplo-cego de 14.641 médicos norte-americanos do sexo masculino com 50 anos ou mais (média de idade de 64,3, desvio padrão de 9,2 anos), que começou em 1997 com tratamento e acompanhamento até 1º de junho, 2011. Eles compararam o câncer total (excluindo o câncer de pele não melanoma) para participantes que tomaram um multivitamínico diário (Centrum Silver da Pfizer ) versus placebo. Em comparação com o placebo, os homens que tomaram um multivitamínico diário tiveram uma redução estatisticamente significativa na incidência de câncer total, com uma razão de risco (HR) = 0,92 ( intervalo de confiança de 95% (IC) 0,86-0,998; P = 0,04). Nenhum efeito estatisticamente significativo foi encontrado para nenhum tipo de câncer específico ou mortalidade por câncer. O IC de 95% da razão de risco implicou em um benefício entre 14% e 0,2% em relação ao placebo. Em termos absolutos, a diferença foi de 1,3 diagnósticos de câncer, por 1000 anos de vida (18,3-17 eventos, respectivamente). O tempo médio de acompanhamento foi de 11,2 anos. O co- investigador principal do jornal, Dr. J. Michael Gaziano, um cardiologista, foi citado pelo The New York Times como dizendo "certamente parece que há uma redução modesta no risco de câncer de um multivitamínico típico." O estudo também foi publicado no The Wall Street Journal em 17 de outubro de 2012.
Um editorial na mesma edição do Journal of the American Medical Association (JAMA), refletindo a opinião do JAMA, rejeitou o relatório em vários aspectos. Primeiro, eles disseram, "parece improvável que uma característica comum a todas as doenças incluídas nesta ampla categoria de câncer seja um efeito protetor de multivitaminas", sugerindo que se nenhum câncer específico foi afetado, por que o risco geral de câncer seria tão afetado. Em segundo lugar, eles questionaram a capacidade do estudo de entregar a questão de se um multivitamínico seria protetor em uma população bem nutrida ( probabilidade Bayesiana ), afirmando: "A plausibilidade de um efeito protetor é reduzida pela ausência de um caminho claro através do qual 30 diferentes vitaminas e minerais causariam um declínio no risco de múltiplos cânceres e, especialmente, pelo padrão negativo de resultados anteriores. "Além disso, os pesquisadores não observaram nenhuma diferença no efeito se os participantes do estudo eram ou não aderentes à intervenção multivitamínica, o que diminui a relação dose-resposta.
O editorial criticava a multiplicidade estatística ( comparações múltiplas ): a análise planejada completa dos desfechos primários e secundários no estudo PHS II envolveria 28 testes de associação; cada um dos quais tem "alguma possibilidade de produzir um resultado estatisticamente significativo apenas por acaso, mesmo quando não há nenhum efeito de tratamento verdadeiro. [...] quando este achado é considerado no contexto do número de análises já concluídas e planejadas do mesmo estudo, a força da inferência é mais fraca, porque a probabilidade de um achado ocorrer aleatoriamente [...] é muito maior. " Eles concluíram que qualquer uma das correções convencionais de valor de P para comparações múltiplas eliminaria a aparente "significância estatística" dos resultados.
Do mesmo estudo duplo-cego, eles descobriram que tomar um multivitamínico diariamente não teve nenhum efeito na redução de ataques cardíacos e outros eventos cardiovasculares importantes, infarto do miocárdio, acidente vascular cerebral e mortalidade por DCV.